# Route 3 (Alberta)
Pour les articles homonymes, voir Route 3.
La Route 3 (faisant partie de la Route Crowsnest) est une route de 324 km qui traverse le sud de l'Alberta, reliant le Col du Nid de Corbeau à la route transcanadienne à Medicine Hat, via Lethbridge. Avec la route 3 de Colombie-Britannique), laquelle débute à Hope, elle forme une route interprovinciale servant d'alternative à la route transcanadienne depuis les basses-terres continentales jusqu'aux Prairies canadiennes.
Sur toute sa longueur, la route 3 suit la voie ferrée du Canadien Pacifique. Elle a d'abord été une route de terre connue comme la Red Trail au début des années 1900. Elle a ensuite été numérotée Route 3 et désignée comme une branche sud de l'ancienne route transcanadienne dans les années 1920 et améliorée en route de gravier puis pavée, élargie avec des accotements et améliorée en certains segments autoroutiers. La route transcanadienne a officiellement été réalignée pour passer par Calgary dans les années 1960, mais la route 3 est demeurée une importante route alternative vers la côte ouest et intégrée dans le réseau routier national en 1988. Le doublement de la route entre Lethbridge et Coaldale a été complété au milieu des années 1960 et la route a officiellement été nommée la Route Crowsnest à la fin des années 1970. Un réalignement majeur de la route au centre de Lethbridge a été complété dans les années 1980 et le doublement de la route entre Fort Macleod et Lethbridge a été complété au milieu des années 1990.

## Description du tracé

### Col du Nid de Corbeau et les contreforts des Rocheuses

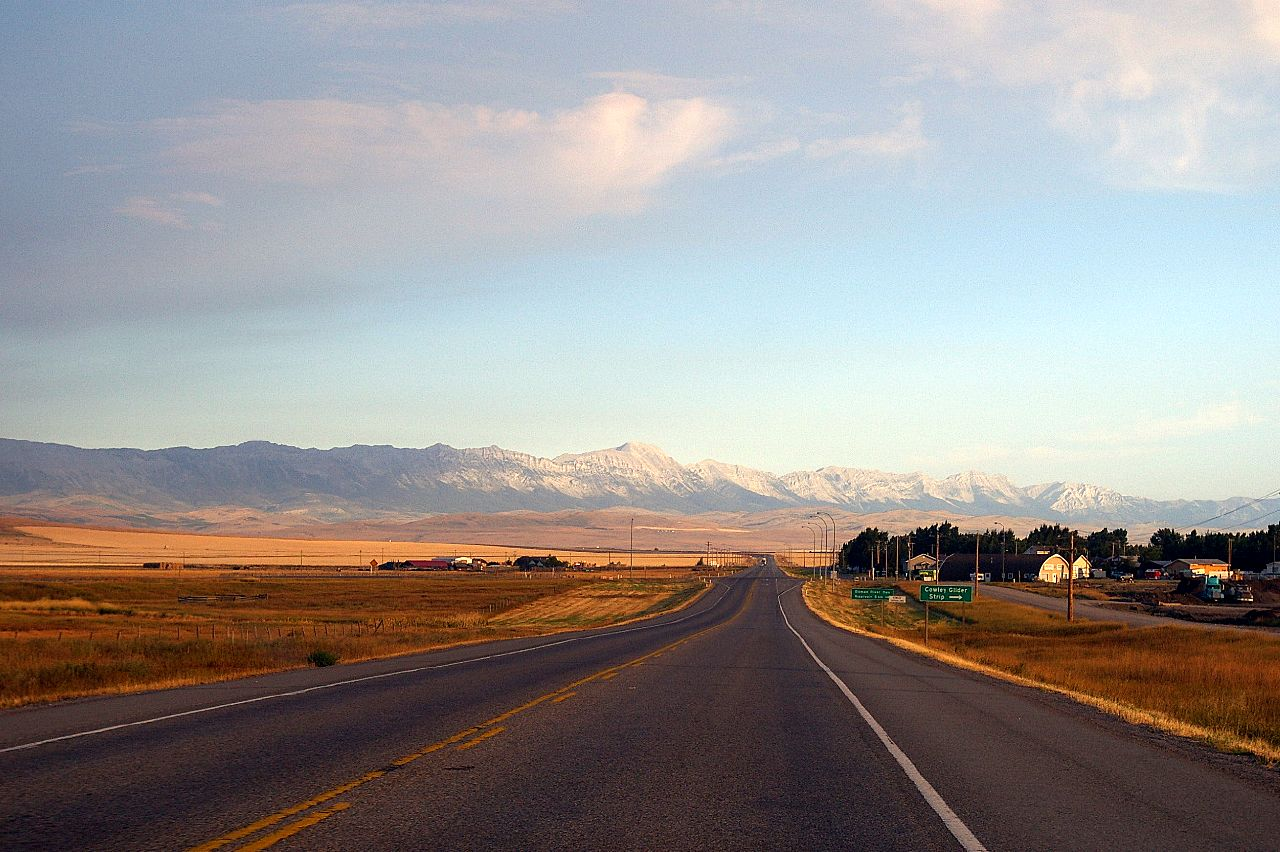
La Route Crowsnest près de Cowley

La route 3 de Colombie-Britannique est une route à deux voies qui devient la route 3 d'Alberta à la frontière dans un terrain montagneux, parallèle à une branche de la voie ferrée du Canadien Pacifique. Elle traverse d'abord du côté sud de la voie ferrée et passe par le centre de Island Lake sur une chaussée. Elle serpente dans les communautés de Crowsnest Pass au sud du Lac Crowsnest, traversant la rivière Crowsnest et atteignant la route 40 à Coleman. Elle continue ensuite le long de la voie ferrée en passant par Blairmore, traversant à nouveau la rivière Crowsnest et travrsant la communauté de Frank. La route serpente ensuite vers l'est dans le district municipal Pincher Creek No 9 et à Burmis, là où la Route 507 débute vers le sud. La route 3 se dirige alors vers le nord-est dans le hameau de Lundbreck, lequel elle contourne et d'où la route 22 débute.

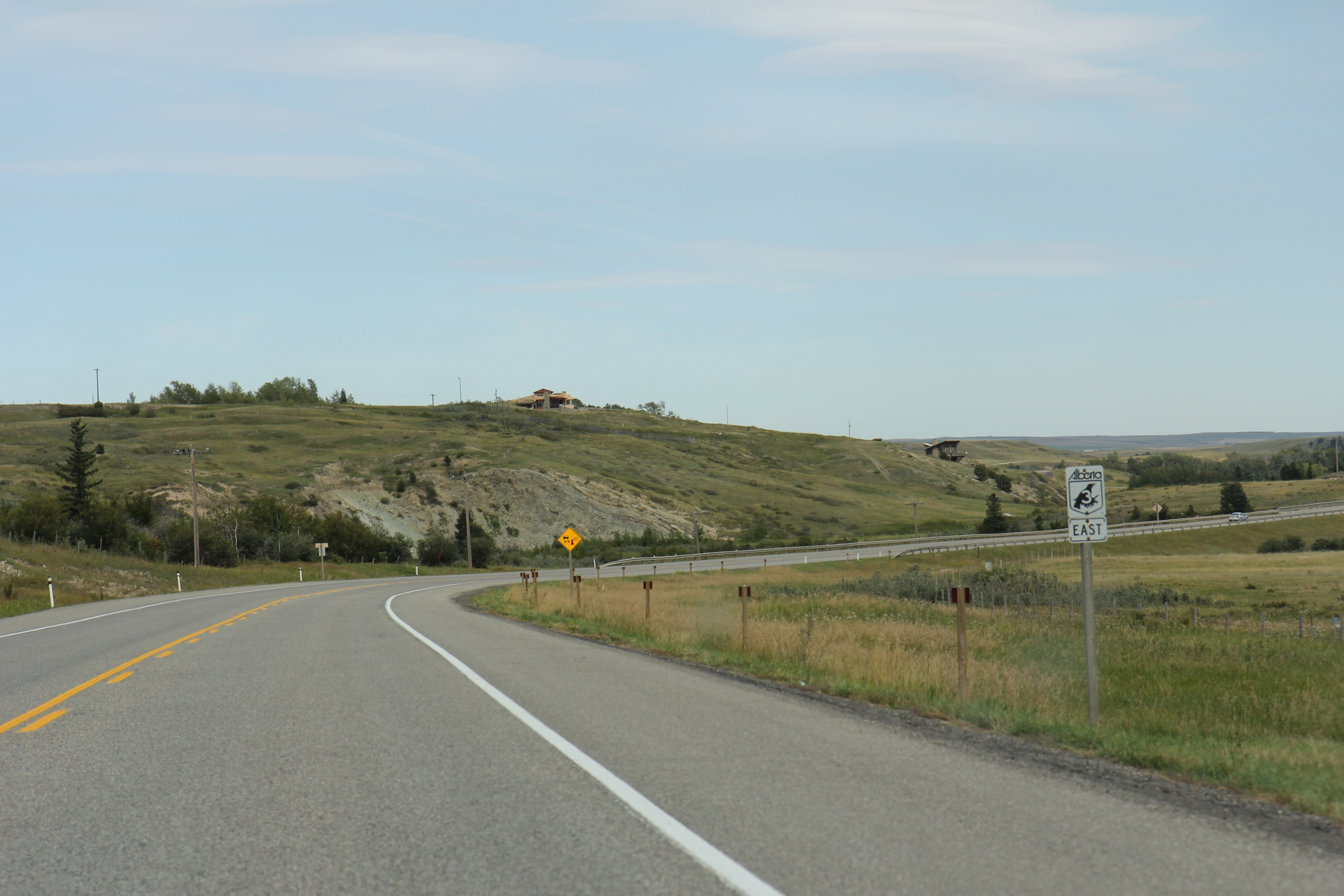
Route 3 est près de Lundbreck

À l'est de Lundbreck et de Cowley, la route traverse Castle River et atteint Pincher Creek. Elle reprend ensuite la direction nord-est en étant parallèle à la rivière Oldman jusqu'à Fort Macleod. Un peu à l'ouest de la ville, elle devient une route à quatre voies divisées. Elle rencontre la route 2 à un échangeur et parcourt Fort Macleod en multiplex avec celle-ci. Les routes se séparent au sud-est de la ville et la route 3 prend la direction nord-est, toujours en étant une route à quatre voies divisées. À partir de cet endroit, la route fait partie du corridor CANAMEX, un corridor commercial reliant le Canada, les États-Unis et le Mexique, jusqu'à Lethbridge, où le corridor rejoindra la route 4 sud.
La route quitte Fort Macleod vers le nord-est en longeant la rivière Oldman. Elle bifurque vers l'est et contourne Monarch par le sud et traverse la rivière pour entrer dans le Comté de Lethbridge. La route croise le terminus sud de la route 23 et continue son trajet en bifurquant vers le sud-est. Elle atteint les limites de Lethbridge et passe au centre de la ville. Elle est désormais construite en autoroute avec des échangeurs dans la ville.

### Lethbridge et le sud-est de l'Alberta

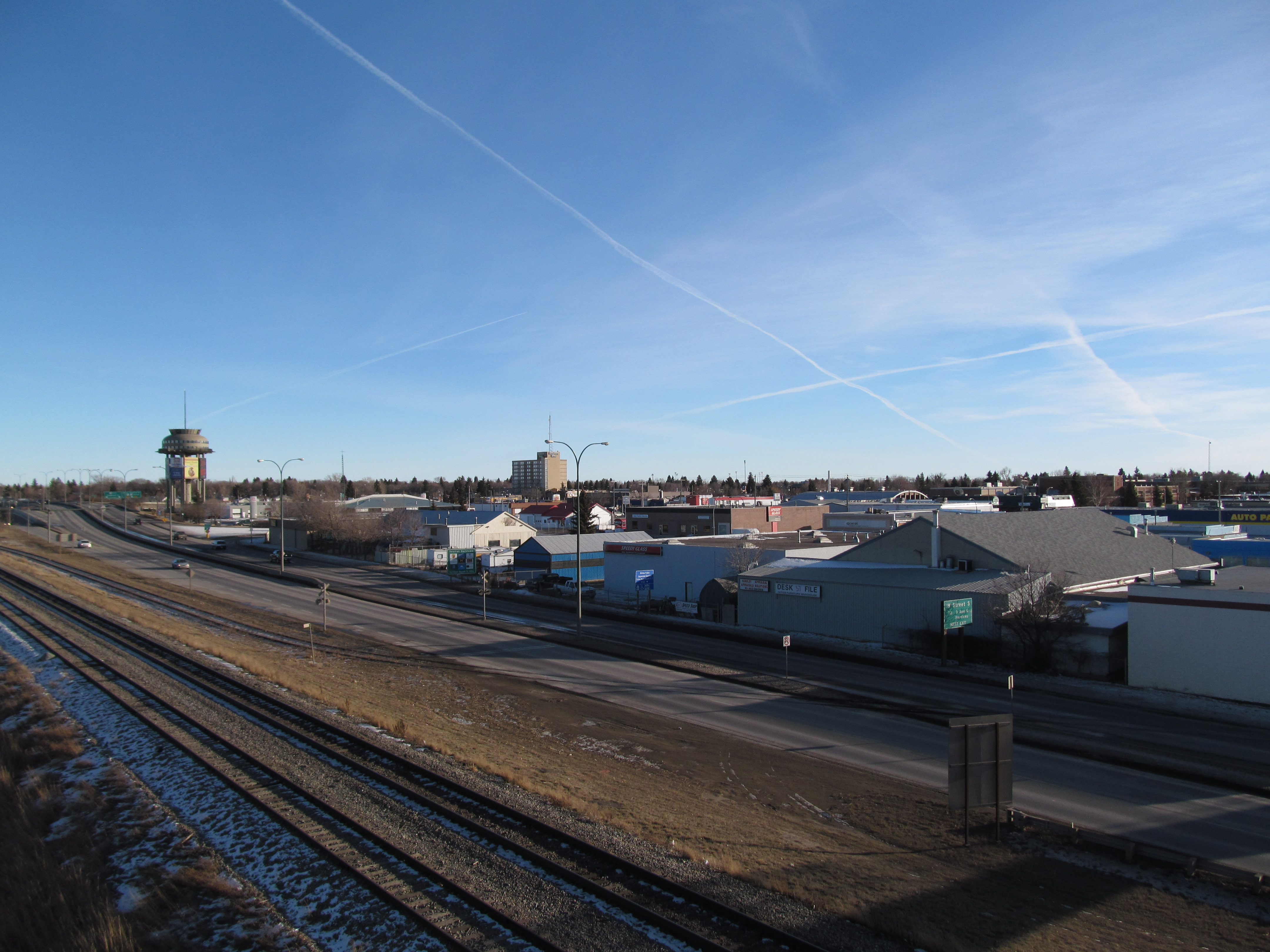
Crowsnest Trail à Lethbridge

La route 4 se nomme Crowsnest Trail à Lethbridge. La section autoroutière se termine à l'échangeur avec Mayor Magrath Drive, le terminus nord de la route 5. La route continue vers l'est en voie rapide et croise le terminus nord de la route 4, à l'est du centre-ville. Le corridor CANAMEX suit cette dernière vers le sud et la route 3 continue son trajet vers Coaldale, à l'est, en voie à chaussées divisées.
La route traverse Coaldale et se poursuit vers le nord-est. Elle contourne Barnwell par le sud et atteint Taber. Elle y forme un court multiplex avec la route 36 et continue son trajet vers l'est.
À l'est de Taber, la rout à quatre voies divisées prend fin et la route 3 redevient une route à deux voies. Elle traverse les prairies du sud de l'Alberta et passe par les hameaux de Purple Springs et de Grassy Lake. Après avoir passé par Burdett elle traverse Bow Island. Avant d'arriver à Seven Persons, elle entre dans le Comté de Cypress et bifurque vers le nord-est pour entrer dans la ville de Medicine Hat. Elle y devient une voie rapide à chaussées divisées nommée Gershaw Drive SW qui passe au nord de l'Aéroport de Medicine Hat avant de prendre fin à la jonction avec la route 1 (route transcanadienne). Gershaw Drive continue son trajet dans le centre de Medicine Hat comme route 41A.

## Intersections majeures
| Municipalité rurale / spécialisée                               | Ville                                      | km                                                  | Destinations                                                         | Notes                                                                                            |
| --------------------------------------------------------------- | ------------------------------------------ | --------------------------------------------------- | -------------------------------------------------------------------- | ------------------------------------------------------------------------------------------------ |
| Municipalité de Crowsnest Pass                                  |                                            | 0,00                                                | Route 3 ouest (Crowsnest Highway) – Fernie, Cranbrook                | Continue en Colombie-Britannique                                                                 |
| Municipalité de Crowsnest Pass                                  | Col du Nid de Corbeau – 1 358 m (4 455 pi) | 0,00                                                |                                                                      |                                                                                                  |
| Municipalité de Crowsnest Pass                                  | Coleman                                    | 15,60                                               | AB-40 nord (Forestry Trunk Road)                                     | Terminus sud de l'AB-40                                                                          |
| M.D. Pincher Creek No 9                                         | Burmis                                     | 35,20                                               | AB-507 – Beaver Mines                                                | Terminus nord de l'AB-507                                                                        |
| M.D. Pincher Creek No 9                                         |                                            | 39,70                                               | AB-3A est – Lundbreck Falls                                          | AB-3A non-indiquée                                                                               |
| M.D. Pincher Creek No 9                                         | 41,80                                      | AB-22 nord – Longview, Black Diamond, Turner Valley | Terminus sud de l'AB-22                                              |                                                                                                  |
| M.D. Pincher Creek No 9                                         |                                            | 47,80                                               | AB-3A ouest                                                          | AB-3A non-indiquée                                                                               |
| M.D. Pincher Creek No 9                                         | Cowley                                     | 51,90                                               | AB-510 nord                                                          | Terminus sud de l'AB-510                                                                         |
| M.D. Pincher Creek No 9                                         | Pincher Station                            | 61,90                                               | AB-6 sud – Pincher Creek, Waterton Park                              | Terminus nord de l'AB-6                                                                          |
| M.D. Pincher Creek No 9                                         |                                            | 65,30                                               | AB-785                                                               |                                                                                                  |
| Piikani 147                                                     | Brocket                                    | 77,70                                               | AB-786 sud                                                           | Terminus nord de l'AB-786                                                                        |
| M.D. Willow Creek No 26                                         |                                            | 104,40                                              | AB-810 sud – Glenwood                                                | Terminus nord de l'AB-810                                                                        |
| M.D. Willow Creek No 26                                         | Fort Macleod                               | 105,40                                              | AB-2 nord – Calgary                                                  | Terminus ouest du multiplex avec l'AB-2; terminus ouest du Corridor CANAMEX; sortie 89 de l'AB-2 |
| M.D. Willow Creek No 26                                         | Fort Macleod                               | 108,40                                              | Terminus ouest de la paire de rues à sens unique                     | Terminus ouest de la paire de rues à sens unique                                                 |
| M.D. Willow Creek No 26                                         | Fort Macleod                               | 109,40                                              | AB-811 nord (6 Avenue)                                               | Terminus sud de l'AB-811                                                                         |
| M.D. Willow Creek No 26                                         | Fort Macleod                               | 109,80                                              | Terminus est de la paire de rues à sens unique                       | Terminus est de la paire de rues à sens unique                                                   |
| M.D. Willow Creek No 26                                         | Fort Macleod                               | 110,60                                              | AB-2 sud – Cardston, Waterton Park                                   | Terminus est du multiplex avec l'AB-2                                                            |
| M.D. Willow Creek No 26                                         |                                            | 131,80                                              | AB-3A est vers AB-23 nord – Monarch, Vulcan                          |                                                                                                  |
| Limite M.D. Willow Creek No 26–Comté de Lethbridge              |                                            | 134,00                                              | Traverse la rivière Oldman                                           | Traverse la rivière Oldman                                                                       |
| Comté de Lethbridge                                             |                                            | 137,10                                              | AB-3A ouest / AB-23 nord – Monarch, Vulcan                           | Échangeur partiel; sortie direction ouest, entrée direction est                                  |
| Comté de Lethbridge                                             | Kipp                                       | 146,30                                              | AB-509 sud – Stand Off                                               | Terminus nord de l'AB-509                                                                        |
| Ville de Lethbridge                                             | Ville de Lethbridge                        | 151,00                                              | AB-3A est (Westside Drive W)                                         | Échangeur partiel; sortie direction est, entrée direction ouest; AB-3A non-indiquée              |
| Ville de Lethbridge                                             | Ville de Lethbridge                        | 153,10                                              | AB-25 nord / Université Drive W sud – West Lethbridge, Picture Butte | Terminus sud de l'AB-25                                                                          |
| Ville de Lethbridge                                             | Ville de Lethbridge                        | 155,00                                              | Bridge Drive W                                                       | Échangeur                                                                                        |
| Ville de Lethbridge                                             | Ville de Lethbridge                        | 155,40                                              | Traverse la rivière Oldman                                           | Traverse la rivière Oldman                                                                       |
| Ville de Lethbridge                                             | Ville de Lethbridge                        | 155,60                                              | Accès à Oldman River Valley                                          | Échangeur                                                                                        |
| Ville de Lethbridge                                             | Ville de Lethbridge                        | 156,10                                              | 5 Avenue nord vers Scenic Drive                                      | Sortie direction est, entrée direction ouest                                                     |
| Ville de Lethbridge                                             | Ville de Lethbridge                        | 156,30                                              | 1 Avenue vers AB-4 / AB-5 – Centre-ville                             | Sortie direction est seulement                                                                   |
| Ville de Lethbridge                                             | Ville de Lethbridge                        | 156,80                                              | Scenic Drive – Centre-ville                                          | Sortie direction ouest, entrée direction est                                                     |
| Ville de Lethbridge                                             | Ville de Lethbridge                        | 157,70                                              | Stafford Drive                                                       | Échangeur                                                                                        |
| Ville de Lethbridge                                             | Ville de Lethbridge                        | 158,50                                              | 13 Street                                                            | Sortie direction ouest vers 13 Street nord seulement                                             |
| Ville de Lethbridge                                             | Ville de Lethbridge                        | 159,20                                              | 19 Street vers 3 Avenue S                                            | Direction est seulement                                                                          |
| Ville de Lethbridge                                             | Ville de Lethbridge                        | 159,40                                              | Mayor Margaret Drive AB-4 / AB-5 sud – Centre-ville, Aéroport        | Échangeur                                                                                        |
| Ville de Lethbridge                                             | Ville de Lethbridge                        | 161,40                                              | 1 Avenue S vers AB-4 sud – Frontière                                 | Sortie direction est seulement                                                                   |
| Ville de Lethbridge                                             | Ville de Lethbridge                        | 161,80                                              | AB-4 (43rd Street) vers AB-5 sud – Coutts, Frontière, Great Falls    | Terminus est du Corridor CANAMEX (rejoint l'AB-4 sud)                                            |
| Comté de Lethbridge                                             | Coaldale                                   | 174,30                                              | AB-845 (20 Street) – Lomond, Raymond                                 |                                                                                                  |
| Comté de Lethbridge                                             |                                            | 184,50                                              | AB-512 ouest – Stirling                                              |                                                                                                  |
| M.D. Taber                                                      |                                            | 199,10                                              | AB-3A est – Barnwell                                                 | AB-3A non-indiquée                                                                               |
| M.D. Taber                                                      | 202,60                                     | AB-3A ouest – Barnwell                              | AB-3A non-indiquée                                                   |                                                                                                  |
| M.D. Taber                                                      | Taber                                      | 207,80                                              | AB-864 nord (Park Road)                                              | Terminus sud de l'AB-864                                                                         |
| M.D. Taber                                                      | Taber                                      | 208,60                                              | AB-36 sud – Warner, Coutts                                           | Terminus ouest du multiplex avec l'AB-36                                                         |
| M.D. Taber                                                      | Taber                                      | 211,20                                              | AB-36 nord (64 Street) – Vauxhall, Brooks                            | Terminus est du multiplex avec l'AB-36                                                           |
| M.D. Taber                                                      | Grassy Lake                                | 242,60                                              | AB-877 sud – Skiff                                                   | Terminus nord de l'AB-877                                                                        |
| Comté de Forty Mile No 8                                        |                                            | 260,80                                              | AB-879 – Brooks, Foremost                                            |                                                                                                  |
| Comté de Forty Mile No 8                                        | 286,10                                     | AB-885 sud – Etzikom                                | Terminus nord de l'AB-885                                            |                                                                                                  |
| Comté de Cypress                                                | Seven Persons                              | 301,80                                              | AB-887 sud – Orion                                                   | Terminus nord de l'AB-887                                                                        |
| Ville de Medicine Hat                                           | Ville de Medicine Hat                      | 321,40                                              | AB-523 ouest (Holsom Road SW)                                        |                                                                                                  |
| Ville de Medicine Hat                                           | Ville de Medicine Hat                      | 322,20                                              | Viscount Avenue SW – Aéroport                                        |                                                                                                  |
| Ville de Medicine Hat                                           | Ville de Medicine Hat                      | 340,00                                              | AB-1 – Calgary, Swift Current                                        | Échangeur; la route continue comme AB-41A                                                        |
| Ville de Medicine Hat                                           | Ville de Medicine Hat                      | 340,00                                              | AB-41A est (Gershaw Drive SW) – Centre-ville                         | Échangeur; la route continue comme AB-41A                                                        |
| - Terminus de multiplex - Accès incomplet - Transition de route |                                            |                                                     |                                                                      |                                                                                                  |